# قتلة (فلم 1997)
قتلة بالفرنسية (Assassins) هو فيلم فرنسي من إخراج ماتيو كازافيتش (Mathieu Kassovitz) تم إصداره في سنة 1997م.

## نبذة عن الفلم
يدور الفيلم حول السيد فاجنر (بالفرنسية: Wagner) و هو قاتل محترف يقوم بعمله بشغف، ومع ذلك، بعد تقدمه في السن أراد نقل خبرته إلى ماكس (Max)، وهو لص شاب قابله عندما اقتحم شقته.

## بطاقة تقنية للفيلم
- العنوان: قتلة بالفرنسية:Assassin (s)
- إخراج: ماتيو كازافيتش
- سيناريو: ماتيو كازافيتش ونيكولاس بوخريف استنادًا إلى الفيلم القصير لماتيو كاسوفيتز أساسينز ...
- المنتج: كريستوف روسينيون
- الإنتاج: La Sept Cinéma، Studio Canal، TF1 Films Production، Kasso Productions، Lazennec Productions
- مدير التصوير: بيير اوم
- المصور: جورج ديان
- الإدارة: صوفي كويدفيل
- مخرج ما بعد الإنتاج: بيير ديولافيت
- مدير الإنتاج: Xavier Amblard
- المحررون: ماتيو كاسوفيتز ويانيك كيرجوت
- الصوت: برنارد أوبوي
- الخلط: دومينيك دالماسو
- محرر الصوت: جيرارد هاردي
- المصمم: فيليب شيفر
- المخرجون المساعدون: إريك بوجول ولودوفيك برنارد
- الممثلون: برونو ليفي
- تاريخ الإصدار في فرنسا: الجمعة 16 مايو 1997
- تصنيف المسلسل: دراما
- المدة: 130 دقيقة

## توزيع الأدوار
- ميشيل سيرولت: السيد فاغنر (بالفرنسية:Wagner)
- ماتيو كازافيتش: ماكس (بالفرنسية:Max)
- مهدي بنوفا: مهدي
- روبرت جيندرو: السيد فيدال (بالفرنسية:Vidal)
- دانييل ليبرون: والدة ماكس
- فرانسوا ليفانتال: المفتش
- كريم بالخدرة: مشرف المدرسة الثانوية
- رولاند ماركيزيو: الضحية
- Félicité Wouassi: الممرضة
- بيتر كاسوفيتز: الفيلسوف
- باتريك بويفري دآرفور: مقدم نشرة الاخبار في الثامنة مساءً